# 李小可
李小可（1944年—2021年4月20日），男，江苏徐州人，中国国画家，北京画院艺委会副主任，一级美术师，中国美术家协会会员，中国摄影家协会会员，李可染基金会副理事长，中央文史研究馆馆员。

## 家庭
父亲是画家李可染。